# Кут Кабіббо
Кабіббо кут — параметр спрощеної теорії слабкої взаємодії, що розглядає тільки два покоління кварків і лептонів. Дозволяє математично описувати процеси за участю слабкої взаємодії зі зміною і без зміни дивності, що значно різняться між собою за їх ймовірністю. Вперше був використаний Ніколою Кабіббо в 1963 році, коли були відомі лише два покоління кварків і лептонів. Приблизно дорівнює {\displaystyle 13^{0}}. Завдяки його малій величині ймовірності розпадів зі зміною дивності значно менше ймовірностей розпадів без зміни дивності.
У спрощеній математичній моделі слабкої взаємодії з використанням кута Кабіббо повний заряджений струм є сумою лептонного {\displaystyle {\bar {\nu _{e}}}O_{\alpha }e+{\bar {\nu _{\mu }}}O_{\alpha }\mu } і кваркового {\displaystyle {\bar {u}}O_{\alpha }d'+{\bar {c}}O_{\alpha }s'} струмів. Тут {\displaystyle d',s'} — лінійні комбінації кварків {\displaystyle d,s}, що визначаються кутом Кабіббо {\displaystyle \theta _{c}}: {\displaystyle d'=d\cos \theta _{c}+s\sin \theta _{c}}, {\displaystyle s'=-d\sin \theta _{c}+s\cos \theta _{c}}, {\displaystyle {\bar {a}}} — оператор народження частинки {\displaystyle a}, {\displaystyle b} — оператор знищення частинки {\displaystyle b}, {\displaystyle O_{\alpha }=\gamma _{\alpha }(1+\gamma _{5})}, {\displaystyle \gamma _{\alpha }} — чотири матриці Дірака, {\displaystyle \alpha =0,1,2,3},{\displaystyle \gamma _{5}=i\gamma _{0}\gamma _{1}\gamma _{2}\gamma _{3}}.
У сучасній моделі слабкої взаємодії повний заряджений струм має вигляд: {\displaystyle {\bar {\nu _{e}}}O_{\alpha }e+{\bar {\nu _{\mu }}}O_{\alpha }\mu +{\bar {\nu _{\tau }}}O_{\alpha }\tau +{\bar {u}}O_{\alpha }d'+{\bar {c}}O_{\alpha }s'+{\bar {t}}O_{\alpha }b'}. Тут {\displaystyle d',s',b'} виражаються через {\displaystyle d,s,b} за допомогою трьох кутів {\displaystyle \theta _{1},\theta _{2},\theta _{3}} і фазовий множник (матриця Кобаясі — Масукави). Кут {\displaystyle \theta _{1}} близький у кута Кабіббо.